# Mikroskopisch-kontrollierte Chirurgie
Unter mikroskopisch-kontrollierter Chirurgie (MKC) versteht man ein besonderes Verfahren zur Operation von Hautkrebs.
Dieses Verfahren kommt besonders bei Hauttumoren im Gesicht oder an den Akren zum Einsatz, insbesondere beim Basaliom und beim Spinaliom. Diese Tumoren wachsen häufig auch unter den klinisch erkennbaren Anteilen noch in der Tiefe weiter, so dass eine vollständige Entfernung gerade bei größeren Tumoren bei einzeitiger Exzision oft nicht gegeben ist.
Das Prinzip der mikroskopisch-kontrollierten Chirurgie besteht darin, dass der klinisch sichtbare Anteil des Hauttumors exzidiert wird, ohne dass bereits im Anschluss ein Wundverschluss vorgenommen wird. Stattdessen wird nur eine provisorische Wundabdeckung, z. B. mit einem Fettgazeverband durchgeführt.
Das entnommene Präparat wird dann mit einem Faden sowie Farbe markiert. Dabei wird das Schema des Zifferblattes einer Uhr angewendet: im Allgemeinen wird der obere Rand mit „12 Uhr“ gleichgesetzt und dort auch eine Fadenmarkierung gemacht. Die Position von „12 Uhr“ wird zudem auch mit einem kleinen Einschnitt an der Wunde markiert. Oft wird zusätzlich noch eine Farbmarkierung am Schnittrand oder am Wundgrund gemacht. Durch diese Markierung des Präparates ist eine genaue Ausrichtung im histologischen Labor möglich.
Die Präparate werden normalerweise über Nacht in Formalinlösung fixiert und am nächsten Morgen im histologischen Labor speziell aufgeschnitten, so dass insbesondere auch die Seitenränder und die Präparatebasis begutachtet werden können. An die Operateure wird dann die Information weitergegeben, ob die Seitenränder und die Basis tumorfrei sind oder ob noch Anteile des Tumors erkennbar sind. Die Einteilung analog zum Zifferblatt ermöglicht in diesem Fall dem Operateur, gezielt an den Stellen weiterzuschneiden, an denen noch Tumorzellverbände vermutet werden. Nach dieser Methode wird dann so lange verfahren, bis der Tumor auch histologisch sicher komplett herausgeschnitten wurde. Erst dann wird der endgültige Wundverschluss vorgenommen.
Der Vorteil der mikroskopisch-kontrollierten Chirurgie ist, dass der Tumor weder zu knapp operiert wird und somit die Rezidivwahrscheinlichkeit geringer ist, noch der Tumor zu großzügig exzidiert wird, was gerade im Gesicht den folgenden Wundverschluss kompliziert. Außerdem lassen sich auf diese Weise auch die kosmetisch-ästhetischen Anforderungen besser berücksichtigen. Nachteil ist heutzutage noch, dass die Durchführung an spezielle Zentren gebunden ist, v. a. an Hautkliniken, und dass die Patienten zur Operation oft noch stationär aufgenommen werden, um das Risiko von Wundinfekten und Nachblutungen zu verringern.